# Парокки, Лючидо Мария
Лючидо Мария Парокки (итал. Lucido Maria Parocchi; 13 августа 1833, Мантуя, Ломбардо-Венецианское королевство — 15 января 1903, Рим, королевство Италия) — итальянский куриальный кардинал. Епископ Павии с 27 октября 1871 по 12 марта 1877. Архиепископ Болоньи с 12 марта 1877 по 28 июня 1882. Генеральный викарий Рима с 16 февраля 1884 по 14 декабря 1899. Секретарь Папских меморандумов с 14 марта 1889 по 28 января 1892. Камерленго Священной Коллегии Кардиналов с 1 июня 1888 по 11 февраля 1889. Секретарь Верховной Священной Конгрегации Римской и Вселенской Инквизиции с 5 августа 1896 по 15 января 1903. Вице-канцлер Святой Римской Церкви с 14 декабря 1899 по 15 января 1903. Вице-декан Священной коллегии кардиналов с 30 ноября 1896 по 15 января 1903. Кардинал-священник с 22 июня 1877, с титулом церкви Сан-Систо с 25 июня 1877 по 24 марта 1884. Кардинал-священник с титулом церкви Санта-Кроче-ин-Джерусалемме с 24 марта 1884 по 24 мая 1889. Кардинал-епископ Альбано с 24 мая 1889 по 30 ноября 1896. Кардинал-епископ Порто и Санта Руфина с 30 ноября 1896.